# Semaine européenne de la réduction des déchets

Logo de la SERD.

La Semaine européenne de la réduction des déchets (SERD) est un événement qui encadre l'organisation, durant une même semaine et partout en Europe, d'actions de sensibilisation sur la réduction des déchets. La SERD dure neuf jours et a lieu lors de la dernière semaine complète de novembre, du samedi au dimanche. Ce projet est soutenu par le programme de la Commission européenne LIFE+. 

## Histoire
Fondée en 2009, lors de la conférence européenne sur la réduction des déchets qui s'est déroulée à Gérone en Catalogne, la Semaine européenne de la réduction des déchets a pour but de sensibiliser les Européens à la question des déchets. Elle s'inspire du modèle canadien, qui a mis en place dès 1980 dans l’État de l'Ontario la Semaine canadienne de réduction des déchets. Le projet européen a été cofinancé par le programme LIFE+ (L'instrument financier pour l'environnement) de la Commission européenne. Le projet de départ était prévu pour durer quatre ans, de 2009 à 2012. Il a par la suite été prolongé, à la suite d'une enquête réalisée en 2011 : 33 des 34 organisateurs ont accepté de pérenniser leur action.

## Partenaires
Les cinq partenaires de ce projet sont l’Ademe (l’Agence française de l’environnement et de la maîtrise de l’énergie – coordinateur du projet), l’ACR+ (l’Association des Cités et des Régions pour le Recyclage et la gestion durable des ressources – secrétariat technique du projet), l’ARC (l’Agence catalane des déchets), Bruxelles Environnement-IBGE (Administration de la Région de Bruxelles-Capitale pour l’environnement et l’énergie) et LIPOR (le Service inter-municipal de gestion des déchets du Grand Porto).

## Objectifs
Ses objectifs sont de faire connaître la politique de l’Union européenne concernant la prévention des déchets, promouvoir les initiatives et les meilleures pratiques en matière de sensibilisation à la réduction des déchets et d'encourager les citoyens européens, dans leur activité professionnelle et leur vie privée, à agir concrètement pour réduire leurs déchets.
En 2015, pour sa septième édition, la SERD a eu pour thème La dématérialisation : faire plus avec moins !. En 2016, elle était centrée sur la question des emballages.

## Participants
Peuvent y participer :
- les organisateurs de la Semaine européenne de la réduction des déchets : il s’agit des autorités publiques européennes compétentes en matière de prévention des déchets qui ont répondu à l’appel à manifestation d’intérêt annuel lancé par les partenaires du projet. Leur rôle est de coordonner la SERD sur leur territoire, c’est-à-dire de promouvoir cet événement ainsi que d’enregistrer et de valider les actions qui auront lieu durant la semaine ;
- les porteurs de projet : ce sont les entités ou individus qui mettent en œuvre les actions de sensibilisation à la réduction des déchets durant la Semaine européenne de la réduction des déchets. Ils doivent enregistrer leur action auprès de l’organisateur national, régional ou local dont ils dépendent, afin que cette action soit valablement comptabilisée. Ils peuvent appartenir à l’une des cinq catégories suivantes :
  - administrations publiques / collectivités locales ou régionales ,
  - associations / ONG,
  - entreprises et industries,
  - établissements scolaires,
  - autres (hôpitaux, maisons de repos, institutions culturelles ou religieuses, etc.) ;
- les citoyens européens : en participant aux activités mises en œuvre par les porteurs de projet au moment de la SERD, ils contribuent concrètement à la réduction des déchets.

## Trophées
Tous les ans, au mois de mai, sont remis les Trophées de la Semaine européenne de la réduction des déchets. Ils célèbrent les actions les plus remarquables de l'année précédente. Les actions sont regroupées en six catégories : administration, association, entreprise, établissement scolaire, citoyen individuel, autre (hôpital, maison de retraite, etc.). Les porteurs de projet désireux de participer aux Trophées doivent remplir un formulaire. C'est un jury, formé de professionnels de l'environnement, qui est ensuite chargé de sélectionner les gagnants pour chaque catégorie. 
Les Trophées de la SERD pour les actions de 2015 ont désigné des gagnants[Lesquels ?] provenant de Hongrie, d'Italie, d'Espagne et d'Allemagne.